# Saint-Savin (Vienne)
Saint-Savin – miejscowość i gmina we Francji, w regionie Nowa Akwitania, w departamencie Vienne.
Według danych na rok 1990 gminę zamieszkiwało 1 089 osób, a gęstość zaludnienia wynosiła 58 osób/km² (wśród 1467 gmin regionu Poitou-Charentes, Saint-Savin plasuje się na 275. miejscu pod względem liczby ludności, natomiast pod względem powierzchni na miejscu 443.).